# Takács Bernát Antal
Takács Bernát Antal (Takács Bernardin Antal) (Esztergom, 1796. június 24. – Pannonhalma, 1859. november 7.) Szent Benedek-rendi áldozópap és tanár.

## Élete
A gimnáziumot Esztergomban végezte, azután 1812. október 28-án a Szent Benedek-rendbe lépett és 1817. augusztus 17-én ünnepélyes fogadalmat tett. A teológiát Pannonhalmán hallgatta, előbb azonban 1817-19-ben Komáromban és 1819-21-ben Sopronban tanároskodott. Pappá szentelték 1823. szeptember 19-én; azután 1827-ig tanár volt Győrött, majd 1846-ig Pozsonyban. 1846-tól 1851-ig házfőnök és gimnáziumi igazgató Esztergomban; 1851-től 1859-ig tanár Pannonhalmán.
Cikke az esztergomi római katolikus gimnázium Értesítőjében (1851. A nyilvános tanintézet hasznáról).

## Munkái
- Értekezés nyilvános tanintézetek hasznáról. Esztergom, 1851 (különny. az Esztergomi főgymn. Értesitőből)
- Carmina selecta. Recognovit ac adnotationibus illustravit Caesarius Vagács. Comaromii, 1866 (ism. Magyar Sion 718. l.)

Írt egyházi himnuszokat a magyarországi szentekről, melyeket a bencés breviáriumokba is felvettek.